# Léon Wieger
Léon Wieger, född 9 juli 1856 i Strassburg, död den 25 mars 1933 i Xian härad, Hebei, var en fransk sinolog och jesuitmissionär.
Wieger, som var verksam i Kina sedan 1887, författade en omfattande serie sinologiska handböcker, bland andra Textes historiques, Étude des caractères, Folklore chinois moderne, Bouddhisme chinois, Taoïsme (2 band, 1911-13), Histoire des croyances religieuses en Chine (1922) och La Chine à travers les âges. Flera av dessa verk finns översatta till engelska och har utgivits i flera nytryck.